# فلينية أمورية

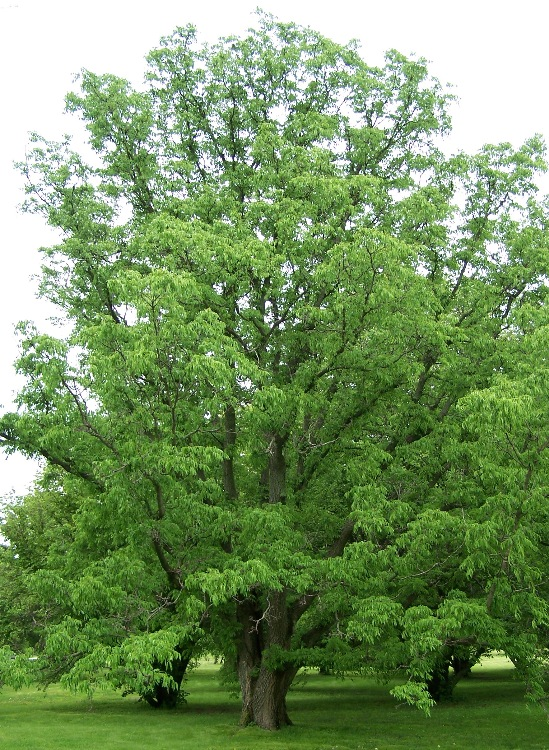
الفلينية الأمورية

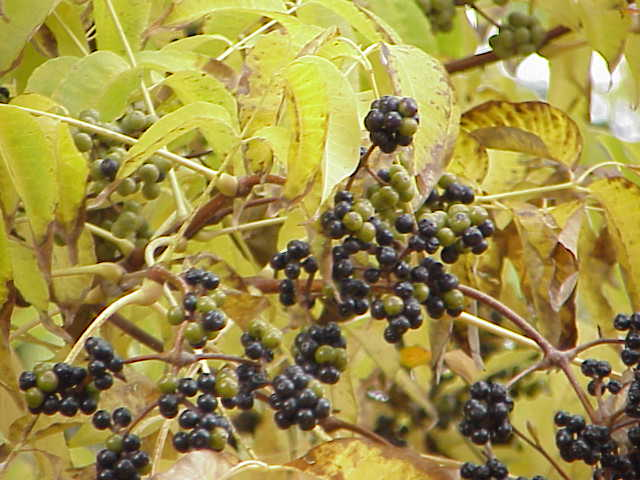
ثمار وأوراق الفلينية الأمورية في الخريف

الفِلِّينِيّة الأَمُورِِيّة (من أَمُور، وهي منطقة بروسيا) نوع أشجار من فصيلة السذابيات وجنس الفلينية، تتأصل من شرقي آسيا.

## معرض صور

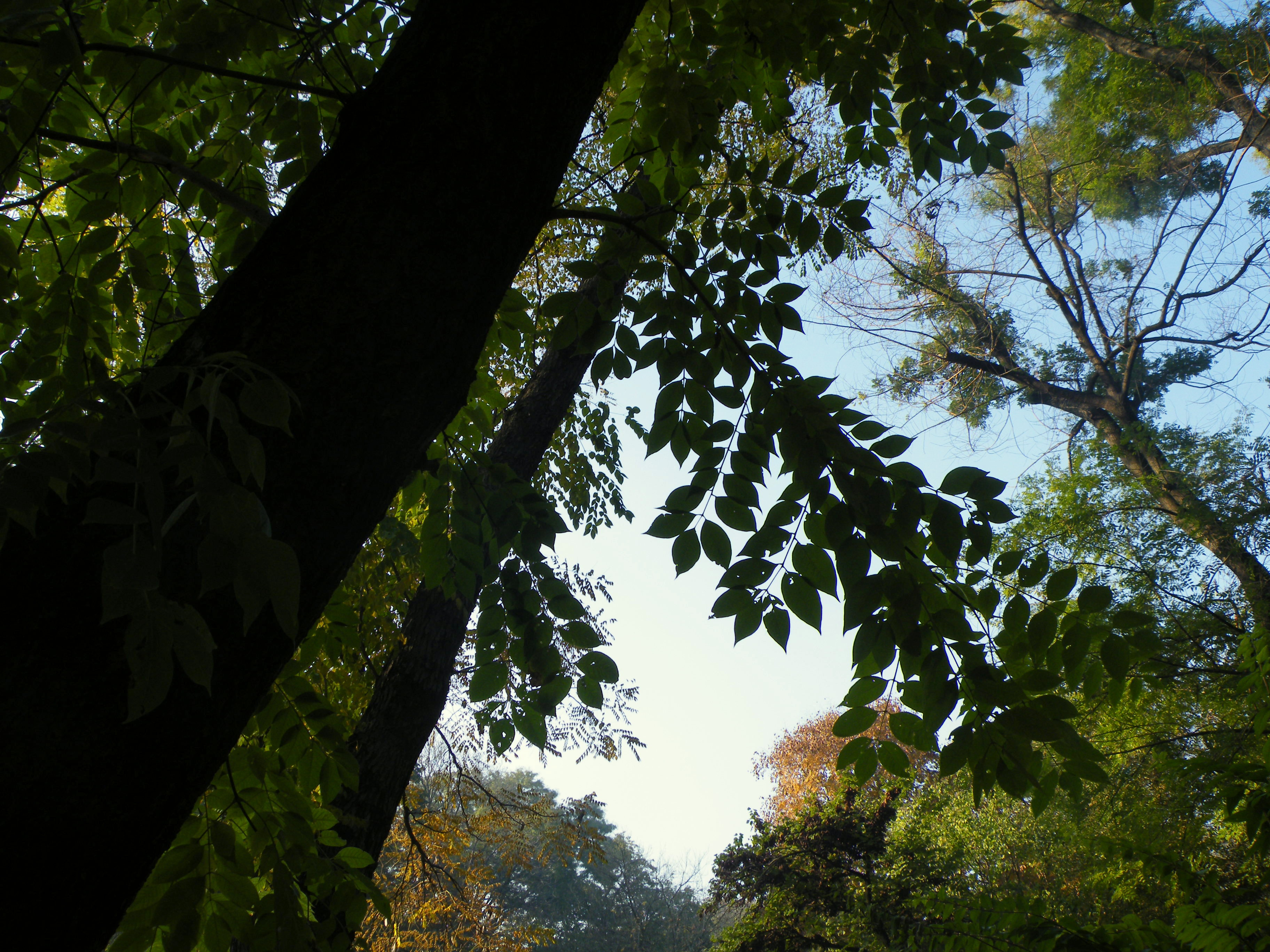
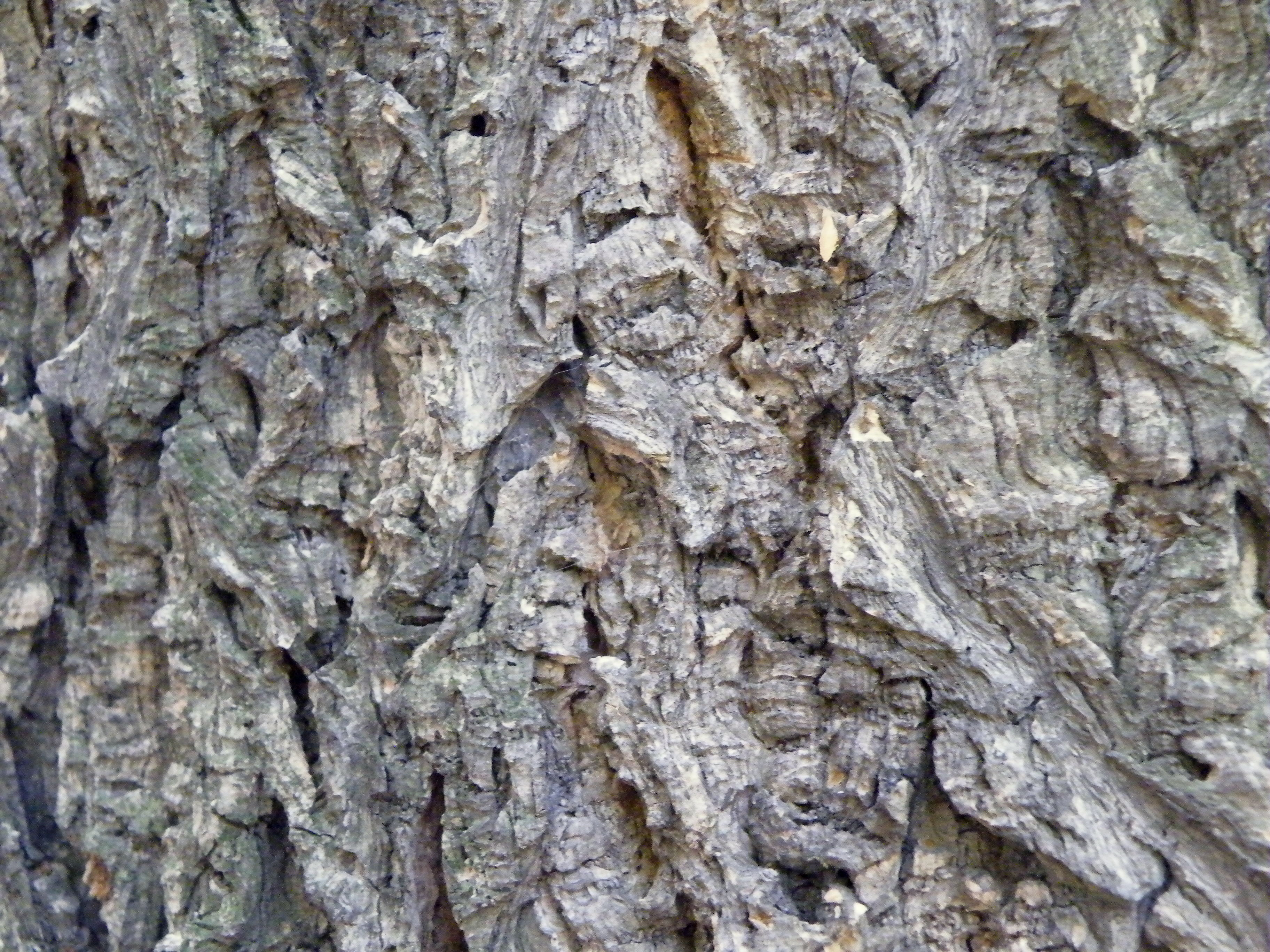
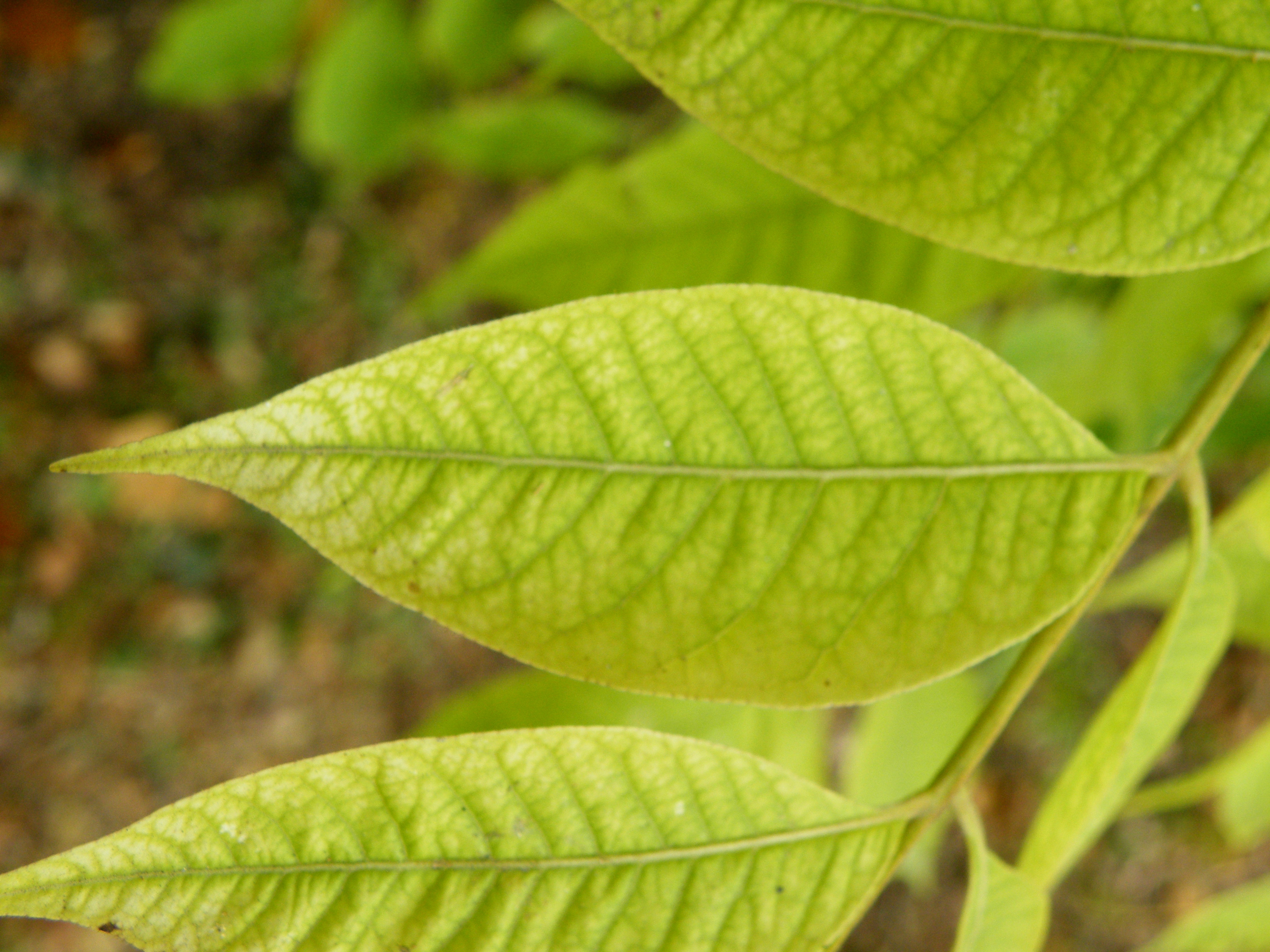